# 坑進良
坑進良（1495年—？），字汝率，直隸保定府安肅縣人，民籍，明朝政治人物。

## 生平
順天府鄉試第九十二名舉人。曾任山西安邑县学教谕。嘉靖十七年（1538年）中式戊戌科進士。官至員外郎。

## 家族
曾祖坑恭；祖父坑奉；父坑大綱，縣主簿。母閻氏。具庆下。兄进贤、进善。弟进臣、进言、进道、进友。